# Mosteiro de Santa Maria de Ripoll
O Mosteiro de Santa Maria de Ripoll' é um mosteiro beneditino localizado na cidade catalã de Ripoll, Espanha. Foi fundado por volta de 880 pelo conde Vifredo, o Peludo, provavelmente sobre outro do período visigótico (589) destruído pelos árabes.
Tornou-se local de sepultamento dos Condes de Barcelona e dos Condes de Besalú. Foi um importante centro de scriptorium e centro cultural da Idade Média na Catalunha, alcançando uma projeção ao nível de outros mosteiros europeus desse período, como os de Monte Cassino, Saint-Denis ou Fleury (em Saint-Benoît-sur-Loire).
No século XII, foi construído um pórtico com a forma de arco triunfal, que é considerado uma grande obra de escultura românica monumental na Catalunha. Nele estão representados várias esculturas, entre as quais a imagem central com o Cristo em Majestade, o apostolado e cenas do Antigo Testamento. Foi declarado Bem Cultural de Interesse Nacional em 1931.